# Frozen (canção de Madonna)
"Frozen" é uma canção gravada pela cantora americana Madonna, contida em seu sétimo álbum de estúdio, Ray of Light (1998). Foi composta pela própria em conjunto com Patrick Leonard, sendo produzida pela dupla juntamente com William Orbit. A partir de 1996, Madonna passou por uma série de "experiências de mudança de vida", o que incluiu o nascimento de sua filha Lourdes, seu crescente interesse pelo misticismo e cabala e a interpretação da protagonista do filme Evita. Inspirada nesses acontecimentos, ela começou a desenvolver seu sétimo disco de inéditas, refletindo sua mudança de perspectiva sobre a vida. Para ele, Madonna trabalhou principalmente com o produtor musical britânico William Orbit, o qual lhe enviou uma fita digital de treze faixas por sugestão de Guy Oseary, parceiro da cantora na gravadora Maverick. "Frozen" foi uma dessas faixas e sua composição foi concebida com inspiração no filme ítalo-britânico The Sheltering Sky, pelo qual a cantora estava interessada na época.
Trechos de baixa qualidade de "Frozen" foram divulgados ilegalmente na Internet em janeiro de 1998, após uma rádio de Singapura tocá-la e disponibilizá-la antes de seu lançamento oficial. Rádios dos Estados Unidos e da Europa também reproduzira a canção, tendo sido também usada em um desfile de moda da coleção primavera-verão da Versace, e uma série de downloads digitais ilegais foram feitos no período precedente à sua comercialização oficial, em 23 de fevereiro daquele ano, o que fez a Warner Bros. excluir essas versões da rede após acionar o programa anti-pirataria da Recording Industry Association of America (RIAA). A gravação da faixa ocorreu em 1997 no estúdios Larrabee Studios North em Universal City, Califórnia, juntamente com o restante do disco. Musicalmente, é uma balada eletrônica de andamento moderado com elementos da música ambiente e um som em camadas reforçado pelo uso de sintetizadores e cordas, tocadas por Craig Armstrong. Liricamente, trata sobre um homem frio e sem emoções.
"Frozen" foi aclamada por críticos especializados em música contemporânea, que elogiaram sua produção e suas letras, bem como o novo estilo musical e os vocais de Madonna, além de terem a citado como o destaque o disco e descrito-a como uma "obra-prima". Foi reconhecida tanto por críticos quanto por fãs como uma das melhores canções da intérprete, com a revista Rolling Stone a colocando na sexta colocação em uma lista do tipo. Apesar disso, um juiz belga abriu um processo contra a cantora, alegando que a canção contém amostras não autorizadas de uma canção de Salvatore Acquaviva, levando ao banimento do disco Ray of Light na Bélgica. O processo foi encerrado e arquivado a favor de Madonna em fevereiro de 2014. Comercialmente, a obra liderou as tabelas musicais da Escócia, Espanha, Itália e do Reino Unido, listando-se nas cinco primeiras posições em países como Alemanha, Austrália, Canadá, França, Nova Zelândia e Suíça. Em território americano, obteve a vice-liderança da Billboard Hot 100 como melhor, tornando Madonna a artista com mais músicas a atingirem a segunda posição da parada.
O vídeo musical correspondente foi dirigido por Chris Cunnigham e filmado entre 7 e 11 de janeiro de 1998 no deserto de Mojave na Califórnia, estreando na MTV em 16 do mês seguinte. A trama retrata Madonna em uma personalidade etérea, gótica e melancólica semelhante à de uma feiticeira, transformando-se em pássaros e em um grande cachorro preto. Críticos notaram uma conexão entre as letras da faixa e a produção videográfica, que recebeu um MTV Video Music Award de Melhor Efeito Especial na edição de 1998 da premiação. A cantora apresentou "Frozen" pela primeira vez no Festival de Sanremo na Itália em janeiro de 1998, interpretando-a em programas como Wetten, dass..? durante a divulgação de Ray of Light, vindo a incluí-la no repertório de suas turnês Drowned World Tour (2001), Re-Invention Tour (2004) e Sticky & Sweet Tour (2008-09); ela também a cantou em datas selecionadas da Rebel Heart Tour (2015-16). O número foi regravado por artistas como a banda Gene Loves Jezebel, e usado no episódio "The Power of Madonna", da série Glee, constando também nas coletâneas da artista GHV2 (2001) e Celebration (2009).

## Antecedentes

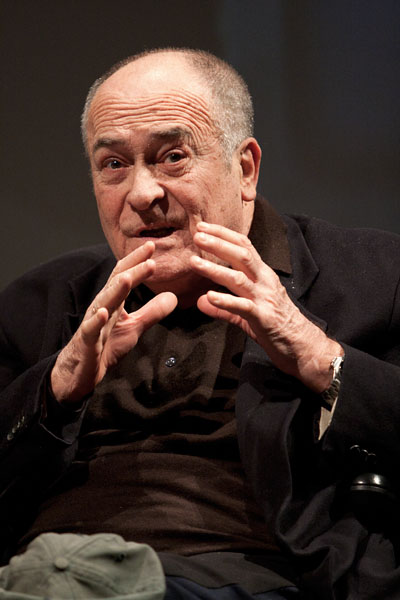
O filme ítalo-britânico The Sheltering Sky (1990), de Bernardo Bertolucci foi uma inspiração durante o processo de composição de "Fronzen".

A partir de 1996, Madonna passou por uma série de "experiências de mudanças de vida", o que incluiu o nascimento de sua filha Lourdes, o seu crescente interesse pelo misticismo e a cabala e sua interpretação como Eva Perón na adaptação cinematográfica do musical Evita. Um ano depois, ela começou a trabalhar em seu sexto álbum de estúdio, Ray of Light, para o qual realizou sessões de composição com William Orbit, Patrick Leonard, Rick Nowels e Babyface. O disco refletiu as mudanças de perspectiva da cantora sobre a vida. O jornalista Joan Anderman, do jornal Boston Globe, notou que este era "um álbum dançante e profundamente espiritual" cujo núcleo se baseava em "libertá-la de uma carreira construída em imagens coletadas e identidades cultivadas". A maternidade suavizou a artista emocionalmente, o que se refletiu nas canções. Nesse sentido, ela começou a ter introspecções sobre a si mesma em relação à maternidade, comentando para a revista Q; "Isso tudo foi muito catalisador para mim. Fez-me sair em busca de respostas para perguntas que eu nunca tinha feito para mim mesma antes".
Madonna trabalhou principalmente com Orbit após Guy Oseary, sócio da gravadora Maverick, ter sugerido ao músico ao telefone que enviasse algumas canções para a cantora. Orbit então enviou uma fita digital de treze faixas para a Madonna, e "Frozen" era uma dessas faixas. A cantora disse: "Eu era uma grande fã dos primeiros trabalhos de William. (...) Eu também amei todos os remixes que ele fez para mim e fiquei interessada em fundir [no meu trabalho] um tipo de som futurístico mas também usando várias influências indianas e marroquinas e coisas do tipo, e eu queria que parecesse antigo e novo ao mesmo tempo". Para "Frozen", a intérprete se inspirou no drama ítalo-britânico The Sheltering Sky (1990), de Bernardo Bertolucci, que retrata um casal tentando salvar seu casamento durante uma viagem à África. Ela queria ter na obra "toda a atmosfera marroquina/orquestral/super-romântica/[do] homem carregando a mulher que ele ama ao longo do deserto". Ainda trabalhando com Leonard em algumas das faixas, Madonna pediu-lhe para entregar uma composição com uma "sensação tribal, algo realmente exuberante e romântico". Assim, eles compuseram a melodia na fita de áudio digital e gravaram a demo, cuja duração foi estendida para mais de dez minutos devido ao fato da cantora continuar a adicionar letras a faixa.

## Gravação
Produzido por Madonna, Leonard e Orbit, a gravação de "Frozen" — assim como o resto do álbum — aconteceu nos estúdios Larrabee North em Universal City, Califórnia enquanto Ted Jensen masterizou-a em Sterling Sound, Nova Iorque. Leonard acrescentou arranjos adicionais, Marius de Vries tocou teclado e fez as programações, enquanto Craig Armstrong cuidou dos arranjos de cordas. Finalmente, a engenharia de som foi feita por Pat McCarthy, David Reitzas, Jon Englesby, Mark Endard e Matt Silva. A fita de áudio digital continha a maior parte da gravação, bem como as primeiras sessões gravadas na casa de Madonna em Nova Iorque e nos estúdios Hit Factory, onde ela o cantou pela primeira vez. Como a maioria do álbum, que foi gravado sob o uso de um sintetizador Roland Juno-106. Tanto em "Frozen" quanto em "Drowned World/Substitute for Love", a faixa que abre o disco, é possível ouvir efeitos "vibrantes" e ecos, alguns muito "ajustados" e outros mais soltos ao ritmo. Além disso, possui um preenchimento "extra expressivo" de bateria, um efeito que Orbit criou com pequenos fragmentos de filtros de áudio. Em entrevista à revista Keyboard, a intérprete comentou que houve algumas sessões de bateria em Los Angeles, que não deram certo, então ela contatou o britânico Fergus Gerrand, que tocava bateria em Londres. Orbit os juntou em sua estação de trabalho de áudio digital e os cortou manualmente, em vez de usar um software de editoração eletrônica como o ReCycle.
A pedido de Madonna, De Vries foi contratado no final para adicionar a programação. Segundo ele, a cantora sentiu que a música não havia atingido "seu potencial máximo", então em um dia e meio de trabalho ela programou alguns ritmos e efeitos em um pro tools Digidesign e deu a quantidade certa de detalhes e texturas necessárias sem saturar o resultado final. Na biografia Madonna: Like an Icon (2007), da autora Lucy O'Brien, a cantora aprofundou-se: "Sou bastante teatral em minha produção. Eu tento conscientemente fazer com que cada sonoridade faça alguma coisa, maximizar o efeito de cada som. Correndo o risco de saturar a gravação, é necessário que hajam ganchos que tenham menos a ver com a melodia do que com o som e a dinâmica". Tom Ewing, de Freaky Trigger, observou que a programação eletrônica e os tambores eram "extraordinariamente abstratos: uma espécie de abordagem fria de dub e sem baixos, onde espaços e ecos importam tanto quanto os ritmos, espalhando-se como rachaduras inesperadas em uma superfície congelada. Eles precisam das cordas de Armstrong para manter a música unida. E estes, por sua vez, precisam que os ritmos [...] soem mais perigosos do que reconfortantes".

## Lançamentos

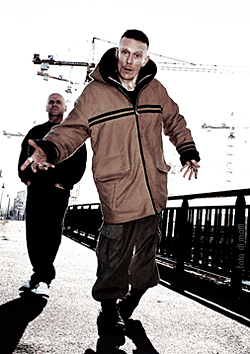
A banda inglesa Stereo MCs produziu um remix de "Frozen" que foi incluído nas edições do maxi single em CD e em vinil de 12"

A Maverick e a Warner Bros. lançaram "Frozen" como o primeiro single de Ray of Light. Enviado-a pela primeira vez para as rádios internacionais em 23 de janeiro de 1998, com um lançamento físico sendo agendado para o Dia dos Namorados e a subsequente promoção nas rádios americanas ocorrendo em 19 de fevereiro. Uma cópia chegou à estação austríaca Ö3 CHR embrulhada dentro de um gelo seco, que não deveria ser descongelado até sua estreia oficial, então, uma hora antes de ser exibido, foi entregue a Hary Raithofer, apresentador do programa matinal, e foi ao ar conforme programado, às 07h04. No entanto, dois dias depois — 25 de janeiro — um site não oficial de Singapura chamado The Singapore Madonna Link — operado por fãs da cantora — gravou a música quando uma rádio local a transmitia e depois vazou um trecho de baixa qualidade na Internet. A voz de um DJ podia ser ouvida a princípio, e os fãs que postaram a mensagem pela primeira vez disseram que sabiam que o que estavam fazendo era errado, mas eles esperavam que isso apenas gerasse interesse do público em consumir a obra. Em pouco tempo, a página recebeu mais de 140 mil visitas e houve cerca de uma dúzia de vazamentos nas principais rádios dos Estados Unidos desde 26 de janeiro. Andy Shane, assistente da estação WKTU de Nova Iorque que transmitiu a música, comentou que a recepção do público foi favorável, a tal ponto que "as pessoas ligavam sem parar pedindo para ouvi-la". Erik Bradley, diretor musical da WBBM de Chicago, confirmou uma resposta semelhante dos ouvintes quando tocou-a em 7 de fevereiro; A esse respeito, declarou: "As pessoas estão enlouquecendo. É uma gravação atraente que você não consegue tirar da cabeça depois de ouvi-la. Essa é a marca de um sucesso. Claramente, a rádio pop americana precisa de Madonna." Logo após o vazamento de Singapura, um remix de "Frozen", que havia sido transmitido pela BBC do Reino Unido, junto com a letra e a capa de Ray of Light, apareceu na trilha sonora de um desfile de moda da coleção primavera-verão da  Versace. Segundo Jon Uren, diretor de marketing da Warner Music europeia, o apoio inicial também havia sido favorável no continente.
Apesar disso, na tentativa de impedir downloads ilegais, a Warner Bros. contratou a Unidade Antipirataria da Recording Industry Association of America (RIAA), que estendeu seu horário de trabalho para rastrear os sites que vazavam material não autorizado de artistas musicais. Embora houvesse a suspeita de que poderia ter sido um golpe publicitário da gravadora, Bob Merlis, vice-presidente sênior de comunicações globais da Warner, esclareceu que não era um estratagema, mas sim propriedade roubada, acrescentando que tomariam medidas legais contra aqueles que oferecessem a música de graça. Por fim, a gravadora enviou um e-mail para o operador do site em Singapura, Jason Christopher Goh, que em três dias depois de ter subido eliminou o título, caso contrário teria enfrentado uma multa de 100 mil dólares, segundo a RIAA. Nos Estados Unidos, a data de liberação nas rádios foi adiada para 13 de fevereiro e a Warner repetiu a estratégia de entregar o single dentro de uma geladeira portátil coberta de gelo seco, ideia na qual Theda Sandiford-Waller, da Billboard, considerou "bacana". A mesma promoção espalhou-se pelo Canadá, onde um bloco de gelo com o CD chegou à CHFI-FM de Toronto, entre outras emissoras. Na época de seu lançamento, a marca americana de sorvetes Häagen-Dazs havia solicitado o uso de "Frozen" para um comercial de televisão, mas o projeto não teve sucesso devido às qualidades "sobrenaturais" da música, tornando-a "inadequada" para a empresa promover sorvetes. Esse fato apareceu nas falas do jornalista Dan Cadan nos créditos dos álbum de maiores sucessos de Madonna, GHV2 (2001); segundo ele, a empresa Ben & Jerry's também teria rejeitado a faixa em suas publicidades.

## Composição
Comparada com a sonoridade de seus álbuns anteriores Erotica (1992) e Bedtime Stories (1994) — nos quais Madonna se interessou pelo pop com um apelo mais maduro — "Frozen" representou uma nova direção musical para a intérprete ao mergulhar na música dance de uma maneira "profundamente espiritual". Sua voz estava treinada, mais sóbria e ela interpretou-a com uma "delicadeza consciente", fruto de sua maturidade musical e de sua qualidade operística. "Frozen" é uma balada derivada da música eletrônica de andamento médio com o uso de sintetizadores, teclados e cordas produzidos em múltiplas camadas, por Armstrong. O crítico e autor Greg Kot do Chicago Tribune descreveu-a como uma "misteriosa" balada de techno-pop, Lucy O 'Brien notou que tinha uma vibração "tensa e teatral", com tons "delicadamente mutantes", passando de uma "líquida doçura ao drama gelado". Para J. Randy Taraborrelli, autor do livro Madonna: An Intimate Biography (2001), as melodias vocais e os acentos musicais da canção foram caracterizados como provenientes da música marroquina. De acordo com a partitura publicada pelo portal Musicnotes por Alfred Publishing Co. Inc., "Frozen" é definida em um compasso 4/4 com um ritmo de 102 batidas por minuto. É composta na clave de fá menor e seu alcance vocal se estende das notas fá3 a lá ♭ maior4. Segue uma progressão harmônica de fá menor—mi ♭—ré ♭7—fá♭ na introdução.
A canção inicia-se com um riff de cordas clássicas em uma tonalidade baixa, enquanto a progressão harmônica enfatiza acordes tônicos, subdominantes, submédios e achatados. Para a segunda frase, que inclui um crescimento dramático, o ritmo e os efeitos eletrônicos ambientais são adicionados gradualmente para aprimorar a vibração "misteriosa" da música. No primeiro verso, Madonna canta em um registro médio; "Você só vê o que seus olhos querem ver" e depois cai para fá1 onde destaca-se a linha do refrão;  "Você está congelado quando seu coração não está aberto". Essa mudança repentina para um registro mais baixo aumenta a dor implícita no refrão, incorporando ritmos orientais e sons ambientais enquanto no gancho Madonna muda para um estilo vocal "mais controlado, mas mantendo uma certa paixão"; "Se eu pudesse derreter seu coração". Na segunda estrofe, imagens textuais mais "viscerais" são apreciadas, especialmente no verso "O amor é um pássaro, ele precisa voar", e durante a ponte sons de cordas de ópera fornecem um instrumental sobre as letras. A coda combina vocais, ritmos techno e riffs de cordas e termina com um ostinato que desaparece, sem resolver totalmente o acorde tônico. Santiago Fouz-Hernández e Freya Jarman-Ivens, autores de Madonna's Drowned Worlds: New Approaches to her Cultural Transformations, 1983-2003 (2004), comentaram que "Frozen" contém muitas alusões à música clássica, desde riffs de cordas e progressões harmônicas clássicas até o vocal "sóbrio" da cantora, que carece de vibrato, reminiscente do canto sagrado medieval. Além disso, ressaltaram que a composição evocava obras do período romântico — principalmente a música neo-romântica — como Adagio for Strings (1938) de Samuel Barber, bem como óperas românticas como Madama Butterfly (1904) de Giacomo Puccini e Aida (1872) de Giuseppe Verdi.
As letras de "Fronzen" têm sido objeto de análise por diversos críticos e jornalistas. De um modo geral, referem-se a um homem de coração frio e sem emoção, o que reflete, segundo Hernández e Ivens, "ao fascínio de Madonna por quem se recusa a comunicar seus verdadeiros sentimentos". Taraborrelli opinou que o tema principal era o crescimento espiritual de uma pessoa que parece não querer, e Francesco Falconi, autor de Mad for Madonna. La Regina del Pop (2017), o considerou um hino ao amor e as dificuldades para expressar esse sentimento. Para livro Freaky Trigger, Ewing sentiu que "Frozen" era "simples" e é expressa na forma "mais ampla" e uniforme até mesmo em termos mais aforísticos possíveis, como na linha "deixe morrer toda a dor que você carrega dentro", que segundo a crítica se refere mais a "um guru do que a um ex". Samuel R. Murrian, da revista  Parade, observou que as letras explora o vazio que uma pessoa sente quando não quer se conectar e ser vulnerável. De acordo com Rikky Rooksby, para o livro The Complete Guide to the Music of Madonna (2004), os sentimentos de repressão emocional que são expostos recebem "poder e dignidade" pela abordagem da música, enquanto Jon Pareles do jornal The New York Times indicou que a faixa "exorta um amigo a deixar o passado para trás". Em entrevista ao mesmo jornal, a intérprete afirmou que se baseou em "retaliação, vingança, ódio, arrependimento. Todo mundo vai dizer, "essa música é sobre o [meu ex-namorado] Carlos", mas não é verdade; é sobre pessoas em geral". Em outra análise, Fouz-Hernández e Jarman-Ivens opinaram que, como acontece com muitas de suas canções, "Frozen" poderia utilizar um subtexto homossexual. Nesse sentido, eles sugerem que a letra "ressoa" para muitos gays e lésbicas que procuraram seus pais ou outros entes queridos, mas foram rejeitados ou mesmo "expulsos" de casa. Madonna se dirige a pais homofóbicos quando afirma repetidamente a frase "você está congelado, quando seu coração não está aberto".

## Recepção

### Crítica
"Madonna oferece uma gravação que os puristas undergrounds e os amantes do pop ferrenho irão aplaudir. Na verdade, este single, com sua melodia exuberante costurada por cordas e combinações sugestivas de teclados de alta tecnologia, poderá finalmente elevar a música eletrônica além de seu status atual como um movimento independente dentro do enorme fluxo de receita da indústria. Madonna, recém-saída das demandas vocais de Evita, encontrou um novo terreno confortável entre as demandas teatrais desse projeto e a vibe mais casual de suas obras pop anteriores, exibindo uma gama vocal fluida e flexível que chega até a assombrar efeito. Em "Frozen", ela colabora com Patrick Leonard novamente [e] a julgar pelo "gancho" tenso da música e pela letra cinematográfica, eles ainda têm uma quantidade considerável de química".

—Larry Flick da revista Billboard..
Segundo o jornalista espanhol Popy Blasco, após o lançamento de "Frozen", Madonna "suscitou grandes expectativas" devido aos temas orientais e cabalísticos presentes na música, bem como no resto de Ray of Light. Em linhas gerais, obteve elogios de críticos, acadêmicos e jornalistas musicais, que destacaram a composição, produção e voz da cantora e a reconheceram como uma das melhores do álbum e de toda sua carreira. Por exemplo, Stephen Thomas Erlewine do banco de dados Allmusic, citou-a como um dos maiores destaques do material, acrescentando que contém texturas "sedutoras" e uma "poderosa" base melódica. Rikky Rooksby a considerou a mais notável e uma das mais importantes de sua carreira, definindo-a como uma "magnífica peça pop". Sal Cinquemani da revista Slant, classificou-a como 'A', escrevendo que era "uma obra-prima do pop no nível de "Like a Prayer" e uma das maiores da década de 1990, com letras que apesar de simples, eram "uma declaração profunda em sua clareza". J. Randy Taraborrelli chamou-a de "simples, mas majestosa" e Rob Sheffield da revista Rolling Stone adorou sua "melancolia gelada".
Tom Ewing, da página Freaky Trigger, observou como Madonna se conteve "com suavidade e tristeza, mesmo no refrão, como se o coração de seu amante fosse realmente uma escultura de gelo frágil, algo que a pressão ou a raiva pudesse quebrar", o que torna "Frozen" tão importante para ela quanto suas obras dos anos 1980. Ele chamou o trabalho de um "retorno perfeito, senão um single perfeito" e elogiou a produção de Orbit e Armstrong. Em sua opinião sobre a compilação GHV2, Charlotte Robinson, da publicação PopMatters, disse que "Frozen" era "uma prova da capacidade do Orbit em usar dispositivos e magia eletrônica não para alienar os ouvintes, mas para atraí-los". Para a revista Entertainment Weekly, David Browne argumentou que a justaposição de ritmos e cordas na canção emprestam um melodrama "que muitas vezes é impressionante". Joan Anderman, do jornal Boston Globe, declarou que seu alcance filosófico estava começando a ultrapassar seu domínio como compositora, e apenas "Frozen" havia alcançado um estado de "balada divina" que lembrava o tom emocional e a "beleza cintilante" de "Live to Tell" (1986), com uma seção de cordas "escura e exuberante". Fouz-Hernández e Jarman-Ivens explicam que "Frozen" mostra claramente a evolução musical de sua intérprete e revela sua profundidade artística. Eles também concordaram que, ao empregar um registro vocal mais baixo, harmonias, instrumentos e letras "expressivas", ela surge como sua canção mais "operística", uma ária em forma popular.
Em resenhas semelhantes, José F. Promis da Allmusic descreveu-o como "frio e gelado", e Lucy O'Brien como um "apropriado", bem como um dos momentos mais relevantes da cantora. Ignacio D'Amore e Mariano López, autores da Enciclopedia Gay (2012), distinguiram a letra "épica e sentenciosa, uma mistura de súplica e desdém", enquanto Hal Marcovitz, em sua biografia de Madonna, chamou-a de um apelo "comovente" para que as pessoas se preocupassem uns com os outros. Para JD Considine do The Baltimore Sun, "Frozen" era uma balada "centrada na palavra e com nuances emocionais". Tom Moon, do jornal The Philadelphia Inquirer, indicou que a faixa "dispensa um pouco da sabedoria que a garota material tinha adquirido na época". A revista Vanity Fair elogiou sua voz por soar "nova, bonita e irreconhecível", criticando a duração de mais de seis minutos e resumindo que "no final se torna um verdadeiro pé no saco". Stephen Thompson do The A.V. Club fez um comentário misto, mencionando que foi seu "primeiro single ótimo e evocativo". No entanto, a publicação britânica NME foi mais crítica e o descartou chamando-o de "outro bando de suas velhas e lacrimosas bobagens". Albert Doménech, do jornal espanhol La Vanguardia, disse que "simbolizava uma mudança mais madura na carreira musical de Madonna". Scott Kearnan, do site Boston.com, colocou o single no décimo lugar entre os trinta mais proeminentes da intérprete e enfatizou que "este primeiro single do álbum Ray of Light, produzido por William Orbit, é cheio de percussão deslumbrante e elementos eletrônicos exuberantes que eram inovadores há mais de 15 anos, mas também fazem ['Frozen'] parecer ótima hoje".
Em análises retrospectivas, Rob Copsey da Official Charts Company afirmou que o som eletrônico ambiental característico das produções de Orbit acabou sendo a "combinação perfeita" para a artista, resultando em uma declaração "grandiosa, mas simples" sobre sua nova visão da vida. Em um artigo para o 15º aniversário do álbum, Stephen Sears, do portal Idolator, destacou as cordas e sintetizadores "oceânicos", bem como sua voz "vulnerável, quase sussurrante", e admitiu que nenhuma de suas baladas anteriores carregou "tanto peso emocional" desde "Live to Tell", desta vez criado com um "novo nível de grandeza sonora". A revista Attitude, Matthew Barton a chamou de "joia rara" com um arranjo de cordas "majestoso" e uma produção "fria e gelada" que lembra Homogenic (1997) de Björk por seu drama "exuberante e romântico". No ranking das 100 melhores músicas da artista, "Frozen" figurou na posição 22; Louis Virtel, em seu artigo para o site NewNowNext, a chamou de "sinistra e misteriosa". Chuck Arnold da Entertainment Weekly escreveu: "Soando muito diferente de tudo o que [Madonna] havia feito até então, e criando uma floresta mística de maravilhas sonoras, "Frozen" tem uma grandeza quase operística que nunca vai parar de lhe dar arrepios". Ele a colocou na posição 18 da sua lista dos melhores singles da cantora. Em 2012, a Rolling Stone incluiu a faixa no 6º entre as dez melhores canções da intéprete de todos os tempos; nesse sentido, os editores da revista escreveram que "embora [Madonna] já tenha feito pop "maduro" com Erotica e Bedtime Stories, com "Frozen", ela e os produtores William Orbit e Patrick Leonard alcançaram o equilíbrio perfeito entre acessibilidade pop, balada sofisticada e texturas eletrônicas de ponta".

### Prêmios e indicações
A American Society of Composers, Authors and Publishers (ASCAP) (ASCAP) honrou "Frozen" como uma das canções mais ouvidas de 1998 no prêmio ASCAP Pop e no prêmio ASCAP Rhythm & Soul, realizado em 17 de maio de 1999 em Los Angeles; ambos os prêmios foram dados a Madonna e Leonard como compositores e as companhias discográficas Warner Chappell Music, No Tomato Music e Webo Girl Music Publishing. Em maio de 2018, a Billboard a classificou em 31º lugar entre os melhores singles de 1998; Frank Digiacomo da publicação definiu-o como uma "obra-prima do electropop que sem dúvida envelheceu melhor do que qualquer um de seus sucessos desde então." Ele também comentou que tanto as letras quanto a interação "fresca, exuberante e envolvente" de sintetizadores, cordas e percussões orientais apresentavam uma Madonna "mais sábia e madura, que ainda permanece no topo". Na lista das 58 melhores canções da década de 1990, a revista Elle classificou-o em 53º e escreveu que "a reitora da pista de dança ficou atenta a essa melodia gelada sobre uma história de amor tóxica". O Salão da Fama dos Compositores afirmou que "Frozen" havia se tornado um "clássico" da música pop, entre várias outras de suas faixas. Em uma entrevista com Rolling Stone, Adele explicou que para a criação de seu terceiro álbum de estúdio, 25 (2015), ela se inspirou em Ray of Light e foi "particularmente cativada" por "Frozen", o que lhe permitiu ganhar confiança e "tentar novamente."
A revista supracitada e a Q pediram a seus leitores que votassem nos melhores singles de Madonna, e "Frozen" ficou em 6º e 10º lugar, respectivamente. Richard LeBeau do serviço Medium, Mayer Nissim do jornal online PinkNews e Jude Rogers do jornal The Guardian a consideraram sua sétima melhor música: LeBeau afirmou que exemplifica "por que sua transformação em uma deusa da eletrônica e espiritualidade foi seu maior sucesso"; Nissim disse que era "uma maravilha do pop eletrônico impulsionada pela maternidade e pelo misticismo";e Rogers declarou que combinava "as diferentes temperaturas do pop dos anos 90 de maneiras incríveis: o frio oscilante da eletrônica de William Orbit com o calor empoeirado e cinematográfico das melodias e cordas do norte da África". Em setembro de 2013, Scott Kearnan, do Boston.com, classificou-o em 10º entre seus 30 singles mais significativos, elogiando os elementos eletrônicos e percussão que foram "inovadores [para] quinze anos atrás, e ainda fazem com que soe bem hoje". Ed González, da Slant, também o chamou de o décimo mais ilustre de sua discografia e aplaudiu a performance vocal, a produção e a "paisagem" eletrônica "carregada de cordas". Foi incluído entre seus vinte melhores singles nas litas realizadas por Huffington Post (13), Jenesaispop (14) e Entertainment Weekly (18).

## Desempenho comercial
Nos Estados Unidos, "Frozen" foi tocada em 161 estações de rádio e em 28 de fevereiro de 1998 estreou na trigésima primeira posição da parada 
de execuções radiofônicas, com 25,9 milhões de reproduções. Na semana seguinte atingiu um acréscimo de 62%, equivalente a 42 milhões de ouvintes em 187 rádios notificadas, e ascendeu a posição doze. Após o seu lançamento comercial, vendeu 42 mil cópias nos sete primeiros dias, o que lhe permitiu estrear na décima sétima posição da tabela que contabiliza os 100 singles físicos mais vendidos no país e o oitavo lugar na parada Billboard Hot 100 segundo a edição publicada em 21 de março. Nesta última, foi sua segunda faixa a ir direto para os dez primeiros lugares e igualou-se a estreia de "You'll See" em dezembro de 1995. Além disso, "Frozen" converteu-se em seu 36º top 40 na tabela, tornando-a a segunda artista feminina com maior quantidade de entradas na Hot 100 depois Aretha Franklin, e estendeu seu recorde como artista solo com mais entradas entre as dez primeiras posições, com um total de 31, sendo superada apenas pelos Beatles (34) e Elvis Presley (38). Com exceção de 1988, Madonna colocou um single entre os dez primeiros lugares da tabela desde 1984. Duas semanas depois, em 4 de abril, alcançou a segunda posição atrás de "All My Life" da dupla K-Ci & Jojo, com isso ela se tornou naquele momento a artista com a maior quantidade de número dois na Hot 100, com um total de seis — depois de "Material Girl" (1985), "Causing a Commotion" (1987), "Express Yourself", "Cherish" (1989) ) e "I'll Remember" (1994) — desfazendo o empate com Creedence Clearwater Revival e Os Carpenters; Em 2019, o single "You Need to Calm Down" de Taylor Swift igualou o recorde. Foram enviadas 500 mil unidades da obra para os varejistas e, como metade foi vendida até 11 de abril, o jornalista Theda Sandiford-Waller, da Billboard, presumiu que não haviam chances de "Frozen" chegar ao topo. Naquele momento, se tivesse conseguido, teria igualado Madonna a Mariah Carey entre as solistas com maior quantidade de singles a conquistar o pódio da parada, com doze no total. Ao todo, permaneceu por vinte semanas e no final do ano ocupou a posição 32.
Na mesma edição de 4 de abril, alcançou a 7º posição na lista de rádios e a décima na de vendas físicas, e no dia 25 daquele mês culminou na tabela de cações dance — sendo o décimo nono número um de Madonna — onde ela ficou duas semanas seguidas. Além disso, ficou em 4º lugar na parada de música pop, em oitavo na de adulto-contemporâneo, em nono na de canções pop adultos e em 15º na parada de faixas rítmicas. Em novembro de 2008, a Billboard classificou-o em 98º lugar no ranking dos 100 singles de maior sucesso da gravadora Warner Bros. na Hot 100, e em agosto de 2015 foi classificado em 25º lugar entre os 40 maiores sucessos de Madonna. Em 30 de abril de 1998, a Recording Industry Association of America (RIAA) atribuiu-o um certificado de platina, após mover 500 mil unidades no país, sendo o 17º lançamento da intérprete a conquistar esse feito; com isso, ela se tornou a segunda solista com mais obras certificadas de ouro, superada apenas por Janet Jackson com 18 na época. No final daquele ano, já havia ultrapassado os 600 mil em vendas e foi o 65º single com mais transmissões nas rádios em 1998, com um total de 92,618 execuções.
No Canadá, "Frozen" entrou na contagem das 100 maiores faixas da revista RPM, não conseguindo a liderança, obtendo apenas o segundo lugar em 20 de abril, sua oitava semana, atrás de "Torn" (1997) de Natalie Imbruglia. A canção ainda obteve uma recepção semelhante na parada de adultos contemporâneos, onde alcançou o número três, depois de "My Father’s Eyes" de Eric Clapton e "Truly Madly Deeply" de Savage Garden. Segundo o jornal El Siglo de Torreón, foi a música mais popular nas rádios de países da América Central, como Honduras e Costa Rica. Na região da Oceania a obra passou cinco semanas não consecutivas na 5ª posição da tabela australiana de singles monitorada pela ARIA e dezesseis no total; terminou como o 44º single de maior sucesso do ano, recebendo uma certificação de ouro pela Australian Recording Industry Association (ARIA) após vender 35,000 cópias. Enquanto isso, na Nova Zelândia estreou em 7º lugar e em sete dias chegou ao quinto posto.
Em sua primeira semana de transmissão na Europa, "Frozen" foi adicionada à lista da BBC Radio 1 e entrou na contagem de rádios na Alemanha, França e Países Baixos. Recebendo rotações em 63 emissoras do continente, com grande aceitação na Alemanha, Dinamarca, Itália e Suíça, no dia 14 de fevereiro entrou na nona posição da parada radiofônica monitorada pela revista Music & Media, o que significou a maior estreia desde seu início início em 1997. Após 21 dias atingiu o topo, onde permaneceu por nove semanas consecutivas, o máximo desde "(Everything I Do) I Do It for You" (1991) de Bryan Adams (12 semanas). Finalizou 1998 como o terceiro single mais tocado nas rádios europeias, atrás apenas de "Life" de Des'ree e "Truly Madly Deeply" de Savage Garden. Por sua vez, na parada europeia de singles, que baseia-se nas 100 canções mais vendidas da semana, "My Heart Will Go On", de Celine Dion, o impediu de chegar ao topo, na edição de 7 de março. No entanto, "Frozen" teve um bom desempenho comercial e terminou como a quinta faixa de maior sucesso do ano na tabela.
Na parada musical do Reino Unido, foi seu primeiro número um em oito anos desde "Vogue" (1990) — e o oitavo no geral — o primeiro de sua carreira a estrear diretamente no topo, com mais de 196 mil réplicas comercializadas nos primeiros sete dias. "Frozen" passou um total de treze semanas na tabela e foi classificada como o 25ª single com melhor resultado no gráfico naquele ano. Também obteve uma recepção favorável na parada dance britânica, onde ingressou em terceiro lugar em 1 de março. Em março de 2019, mais de vinte anos após sua liberação, a British Phonographic Industry (BPI) certificou-o com um exemplar de platina denotando 600 mil unidades vendidas; De acordo com dados da Official Charts Company, mais de 602,200 compras da obra foram registradas no país até abril daquele ano, e continua sendo o seu décimo primeiro single de maior sucesso no Reino Unido. "Frozen" também alcançou o primeiro lugar na Escócia, Espanha, Finlândia, Grécia, Hungria, Itália e Polônia, e o segundo na Alemanha, Áustria, região da Valônia na Bélgica, França, Noruega, Países Baixos, Suécia e Suíça.

## Vídeo musical

### Desenvolvimento

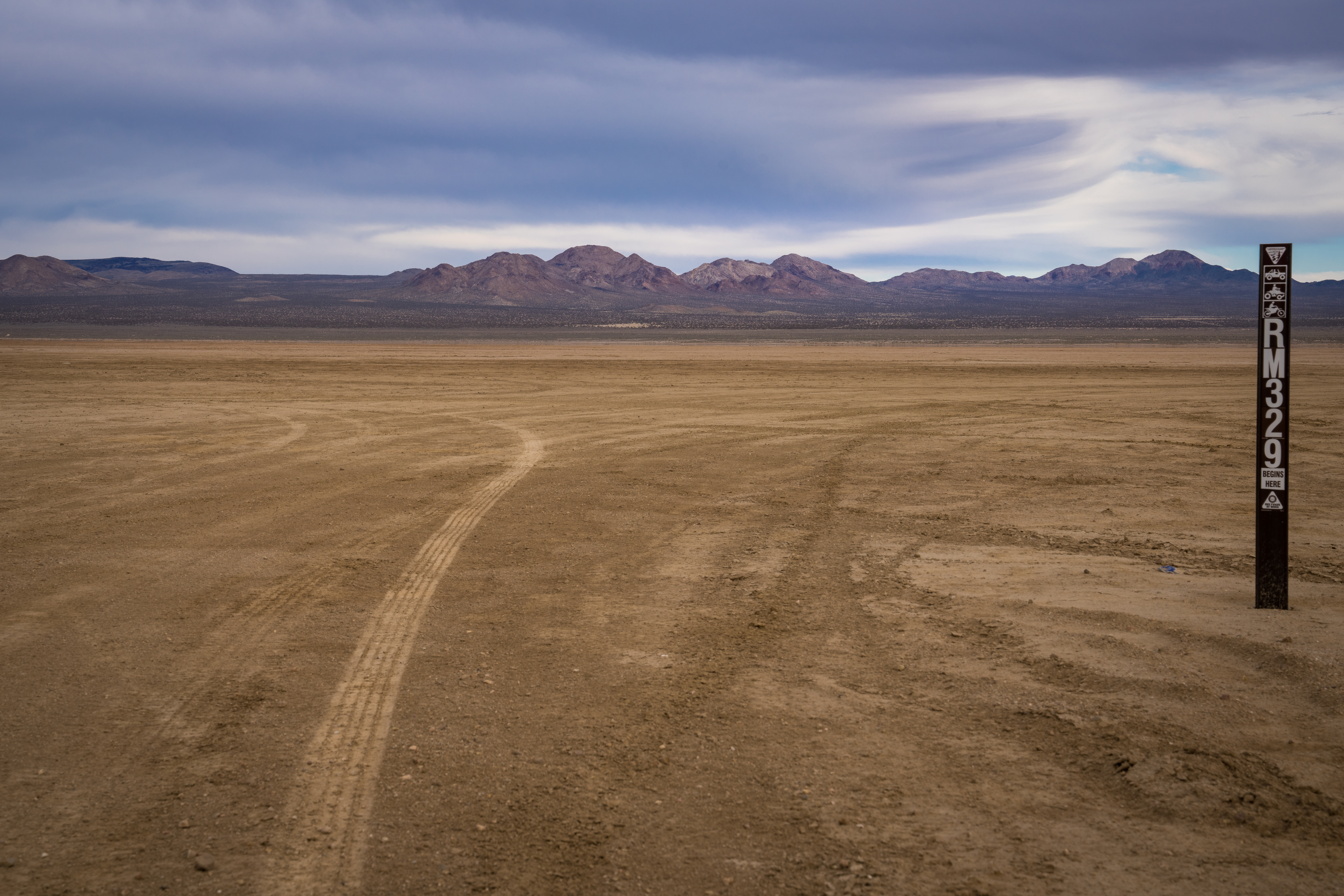
Lago Cuddeback, onde o videoclipe foi filmado.

O videoclipe de "Frozen" foi filmado no Lago Cuddeback, um lago seco no Deserto de Mojave na Califórnia, sob a direção do britânico Chris Cunningham. O resto da equipe incluía Nick Wrathall da Black Dog Films na produção, Darius Khondji — que já havia trabalhado anteriormente com Madonna no vídeo de "Fever" (1993) e no filme Evita— como diretor de fotografia, Gary Knight na edição de vídeo, Peter Savic encarregou-se do penteado, Joanne Gair da maquiagem, John Payne da pós-produção e Steve Murgatroyd, Dan Williams, Steve Hiam e Anthony Walsham dos efeitos especiais. Madonna interessou-se em colaborar com Cunninghman depois de ver seu trabalho em "Come to Daddy" (1997), do músico e DJ irlandês Aphex Twin, alegando que ele tinha uma "sensibilidade muito dark", que a agradou. Ele afirmou que foi a sua primeira experiência com um artista de "grande porte", que consequentemente representou um grande orçamento e recurso a negociações. No entanto, afirmou que foram os vídeos da cantora que o motivaram a seguir a carreira de diretor; A esse respeito, Cunninghman acrescentou: "Eu lembro de ver "Rain" quando eu era um pouco mais novo e achei aquilo incrível. Muito maravilhoso."
Em uma entrevista com Kurt Loder para a MTV durante as filmagens, Madonna se descreveu como uma "criatura mística no deserto e a reencarnação da angústia feminina". Ela também introduziu um alter ego chamado Veronica Electronica, uma "encarnação espiritual" cujo estilo, de acordo com Tamara Ikenberg do Los Angeles Times, era semelhante ao gótico e comparável ao personagem fictício Morticia Addams. O vídeo é inspirado no filme The English Patient (1997), dirigido por Anthony Minghella, bem como nas obras da dançarina Martha Graham e do autor Edgar Allan Poe. O belga Olivier Theyskens confeccionou o vestido de jersey com revestimento preto que a cantora usa, que foi fornecido por Arianne Phillips, a então nova colaboradora da artista. Além disso, usou uma peruca da mesma cor desenhada pelo francês Jean-Paul Gaultier, que comparou a um "polvo preto".

### Filmagem
As filmagens do vídeo duraram quatro dias, de 7 a 10 de janeiro de 1998. Para Cunningham, a importância da filmagem era focar na imagem de Madonna, ou seja, como ela era, e captar o estilo e como o vídeo foi visto. Ele comentou que a artista o permitiu que preparasse e comentasse como ficaria; Ele acrescentou: "Foi muito bom. Ela definitivamente gosta de ser dirigida e deixa os diretores fazerem o seu trabalho. Foi muito respeitosa". Ele usou a tecnologia de transformação para criar várias imagens atraentes, incluindo uma cena em que a cantora cai e, quando atinge o solo, se transforma em um bando de corvos. Esta última expressou que queria colocá-lo em um deserto porque tinha "muitos poderes místicos" e era um lugar "mágico" de se estar, além de inspirar "desolação e espiritualidade". A ideia inicial era filmar em um lugar onde fizesse muito frio e houvesse neve, então ele pensou em filmar na Islândia, mas depois mudou de ideia e se aprofundou:

Eu pensei, "sabe de uma coisa?. [Lá] Eu vou congelar. Vou me sentir miserável, vou reclamar o dia todo, vou me arrepender de ter escolhido um lugar tão frio. Então eu disse: "Vamos fazer no deserto, lá faz calor", e no final foi o contrário, porque ainda que você pense que lá é quente, lá se congela no sentido de que não tem vegetação e é muito desolado. Achei que funcionaria como uma [boa] imagem de qualquer maneira, mas quando chegamos lá, estava vinte graus abaixo de zero, estava um frio de rachar e eu estava descalço. Fiquei descalço durante toda a filmagem e então começou a chover fortemente e todos adoeceram. Acabou sendo uma experiência realmente desagradável.

A filmagem também foi um problema e uma "experiência geral ruim" para Cunningham; Em uma entrevista para Kelefa Sanneh, do The New York Times, ele explicou: "Eu estava tão animado por finalmente ter algum dinheiro para fazer um vídeo, então acabei no deserto e houve uma monção: choveu no equipamento, as câmeras quebraram e eu terminei de gravar coberto com um cobertor, esperando [extrair] o melhor na sala de edição. Além de algumas de suas ideias não darem frutos devido à chuva dos primeiros dias, ele se frustrou com o trabalho em geral, pois queria que fosse muito mais elaborado em termos de efeitos. No livreto que acompanha o DVD The Work of Director Chris Cunninghman (2003), ele comentou que o conceito original incluía "enormes pilhas de corpos no deserto", compostas por várias Madonas, que mais tarde se dividiam, se separavam ou se transformavam em corvos e depois em cães. Ele o descreveu como um "vídeo muito performático, porém graças a Madonna, sua roupa e qualquer coisa que saiu dela". Além do exposto, Cunninghman observou que os efeitos especiais utilizados eram de "má qualidade" e preferiu que a filmagem final tivesse focado na atuação "mística e temperamental" da cantora. Como resultado das dificuldades que surgiram, ele jurou nunca mais trabalhar com grandes artistas novamente.

### Estreia e sinopse

Madonna com as mãos cobertas de mehndi no videoclipe de "Frozen".

O vídeo se inicia com a câmera deslizando pelo chão rachado e seco do deserto, e então Madonna aparece em pé com o cabelo em um tom preto azeviche, trajando um vestido de aparência medieval de mesma cor e suas mãos cobertas por tatuagens de hena e o símbolo Om em uma de suas palmas. Lentamente ela gesticula e ergue os braços para o céu como se estivesse orando de forma desesperada ao amante citado na canção. Em um momento, Madonna cai para trás e, ao bater no chão, se transforma em um bando de corvos grandes e escuros; em outra cena, com o vestido solto soprado pelo vento, ela se transforma em um cão preto. Em grande parte do vídeo, a cantora é vista enrolando uma capa ondulante em volta do corpo, com movimentos lentos e sensuais. Conforme o vídeo avança, três Madonas aparecem — cada uma com o mesmo vestido preto — caminhando e rastejando no meio do deserto árido. O céu escurece e uma delas levita como uma bruxa enquanto o vestido sopra violentamente. Na cena seguinte ela se transforma em um líquido preto brilhante que se espalha pelo chão do deserto e é sugado para as mãos de outra Madonna, que permanece encolhida. A cena final é mostrada com uma expressão de "desespero e melancolia".
O vídeo musical de "Frozen" teve sua estreia oficial na MTV Europeia em 12 de fevereiro de 1998 e quatro dias depois, nos Estados Unidos às 16h, com repetições às 17h, 6h, 7h e 23h. No Canadá, foi entregue ao canal MuchMusic em uma cópia dentro de um bloco de gelo de 900 libras, semelhante à promoção feita quando o single foi colocado à venda comercialmente; uma vez que foi possível se retirar do bloco, Bill Welychka do canal declarou que a obra estaria entre os mais pedidos nas próximas duas semanas. Existem também duas outras versões: uma edição clube remix de Stereo MC, um dos quais apresenta imagens adicionais de raios. Com uma aparência monocromática azulada do início ao fim, o original apresenta Madonna como uma personagem gótica e melancólica ou uma "bruxa vampírica", que explora o "lado mais sombrio do amor". Ele apareceu mais tarde nas compilações The Video Collection 93:99 (1999) e Celebration: The Video Collection (2009), e em The Work of Director Chris Cunningham (2003) da série de DVD Directors Label.

### Recepção e agraciamentos
Jim Glauner, da MTV, disse que apresentou um lado "sóbrio e contemplativo" de Madonna que revelou um "misticismo maduro", acrescentando que desde a primeira cena o espectador descobre "que não se trata de "Holiday" (1983)". Christopher G. Feldman, para o livro The Billboard Book of Number Two Singles (2000), descreveu a imagem como "assustadora", mas "peculiar"; Rikky Rooksby, que o chamou de "memorável", elogiou seu estilo de "gótico"; e Francesco Falconi associou as referências místicas e inspirações na Cabala. Lucy O'Brien destacou a figura da "deusa gótica" como uma de suas imagens "mais poderosas". Eduardo Viñuela, um dos editores de Bitch She's Madonna: La reina del pop en la cultura contemporánea (2018), garantiu que o vídeo tornou-se um ícone da cultura popular na década de 1990 e que o produto final "valeu a pena". Ele também enfatizou que o sucesso do clipe impulsionou amplamente a "liderança" de Cunnigham como diretor. A equipe de roteiristas da Rolling Stone classificou-o em 17º lugar entre os 20 melhores vídeos do artista, acrescentando que, apesar das frustrações durante as filmagens, ele "saiu visualmente deslumbrante". Em uma pesquisa realizada pela Billboard no aniversário de 54 anos da cantora, "Frozen" foi eleito o terceiro entre seus dez vídeos mais notáveis; como uma crítica, Jessica Letkemann afirmou que o vídeo "transmitiu perfeitamente a angústia desolada da música". Louis Virtel, da NewNowNext, o classificou em quinto lugar na lista, chamando-o de "peculiar e atraente". Para o Idolator, Mike Nied classificou-o em sexto lugar entre os melhores da intérprete e enfatizou que o "deserto nunca esteve tão frio."
Foi classificado em oitavo lugar na contagem compilada por Samuel R. Murrian da Parade, que apreciou os efeitos especiais, acrescentando que "do Terminator 2 ao Titanic, a metade e o final dos anos 1990 foram uma época de ouro para os efeitos especiais. As imagens geradas por computador era algo novo e usado apenas com moderação, quando absolutamente necessário, muitas vezes com um efeito impressionante. É o caso dos efeitos em "Frozen", que fizeram Madonna mudar de forma no chão do deserto". O portal Director File, que também o reconheceu como um dos mais relevantes de sua carreira, ressaltando que "transformou" sua imagem pública e inaugurou uma nova era "espiritual" na carreira de Madonna. No entanto, ele afirmou que embora alguns dos efeitos em si fossem "excelentes", eles careciam de composição. Em uma crítica mista, Tamara Ikenberg do Los Angeles Times afirmou que "movimentos estranhos e fluidos, que supostamente parecem espirituais, na verdade se parecem com [os da dança] vogue em câmera lenta". Ignacio D'Amore e Mariano López questionaram se as aparições das três Madonnas, as transformações e as tatuagens de hena eram realmente necessárias. Juan Sanguino, da Vanity Fair, foi mais crítico, dizendo que "o que ela faz é se apropriar culturalmente de tudo o que vê nas férias. Cabala, esoterismo, tatuagens de hena e, em última instância, o que os americanos consideram como "culturas orientais" como se existisse um país chamado Oriente. [...] O videoclipe é a adaptação visual de sua colega de trabalho que foi à Índia para "encontrar a si mesma".
"Frozen" terminou como o vídeo mais transmitido de 1998 na MTV Europa. Na 15ª edição do Prêmio da MTV Europeia, o vídeo ganhou o troféu de melhor efeito especial, atribuído a Murgatroyd, Williams, Hiam e Walsham. No Prêmio MVPA de 1999, ele também venceu nessa categoria e foi nomeado a melhor penteado (Savic), maquiagem (Gair), cinematografia (Khondji) e direção (Cunningham), enquanto na cerimônia de premiação da Music Week, ocorrida no mesmo ano, esteve entre os indicados a melhor vídeo de dança, edição (Knight) e efeitos especiais. Foi reconhecido como vídeo internacional do ano no Prêmio Porin na Croácia e ficou em quinto lugar entre os finalistas na mesma categoria do prêmio Gaffa na Dinamarca. Sobre o clipe ter ganho ou ser indicado para vários prêmios de melhor efeito especial, Cunningham disse a publicação London Times: "Os efeitos são estúpidos pra caralho. Se não estou feliz com alguma coisa e ele ganha um prêmio, isso me diz que os outros não veem as coisas como eu [vejo]".

### Tópicos e análise
O sociólogo alemão Matthias Groß argumentou que era interessante vê-lo como um sonho no qual, pela técnica da perspectiva central, Madonna desempenha o papel de uma bruxa ou divindade desconhecida. Ele concluiu que os espectadores controlam sua visão e a situação em geral, mas ao mesmo tempo têm a impressão de verem uma representação realista de uma mera mulher melancólica no deserto. Segundo Fouz-Hernández e Jarman-Ivens, as novas apresentações estéticas de Madonna no vídeo de "Frozen" e no vídeo de "Ray of Light" — o próximo single do álbum — "instantaneamente" despertaram o interesse da crítica e do público. Segundo eles, foi o primeiro indício de seu "novo caminho espiritual e artístico" e que as imagens "misteriosas e inquietantes" a retrataram como "um anjo da morte" que chama os espectadores, opinião que Allen Metz e Carol Benson — autores do livro The Madonna Companion: Two Decades of Commentary (1999) — concordaram. Além disso, Hernández e Ivens notaram que seu estilo esotérico ofereceu uma ligação sutil com o movimento new age, apesar do fato de Madonna nunca ter adotado explicitamente o gênero em suas obras. Em outra observação, afirmaram que apresentava um lado "mais sombrio" da sexualidade, com seus tons de azul e preto e ritmos mecânicos, enquanto seus primeiros vídeos "contrastavam a cantora branca com outros grupos étnicos, como negros, hispânicos e asiáticos", em outros ela gradualmente começou a "imitar" mulheres de países não ocidentais, como em "Frozen", onde ela dá vida a uma "divindade hindu". Daryl Easlea e Eddi Fiegel, em Madonna: Blond Ambition (2012), concluíram que entre "Frozen" e "Ray of Light" havia uma dualidade que representava os dois lados de sua personalidade, yin e yang.
Henry Keazor e Thorsten Wübbena, escritores de Rewind, Play, Fast Forward: The Past, Present and Future of the Music Video (2010), argumentaram que os grandes painéis de tecido que são reunidos e enrolados em torno de Madonna "adquirem uma qualidade independente de movimento ainda mais óbvia", oscilando entre um "estado estável e fluido". De acordo com Lucy O'Brien, a obra de Madonna pode ser dividida em três fases: "Donzela", "Mãe" e "Bruxa", sendo esta última "a mais profundamente oculta [e] a mais difícil de entender". A autora observou que ela explorou brevemente o arquétipo da Bruxa em "Frozen", onde voou pelo céu como uma "bruxa fantasmagórica". Carol Clerk do livro Madonna Style (2012) sentiu que, no geral, todos os vídeos de Ray of Light não foram "consistentemente esclarecedores". Neste sentido, sublinhou que nos "mouros misteriosos" de "Frozen", Madonna, com os seus cabelos e roupas pretas e as suas atmosferas "poderosas e perturbadoras", procuram o estilo sobre a substância, a escuridão sobre a luz. No entanto, ele notou que o vídeo que pelo menos insinuou desenvolvimentos pessoais com suas mãos pintadas de hena. O vídeo é creditado por tornar a feminilidade inspirada no sul da Ásia uma tendência na mídia ocidental. Laurent Poret, em La mujer Madonna: una ambición inquebrantable (2019), resume que embora "não tenha iniciado [a popularização d]os acessórios de moda hindus, sua beleza atraiu a atenção do público para [mais tarde] atrair a atenção da mídia mundial". Desse modo, o que começou como um interesse pessoal, levou a uma adesão pública e, portanto, a "ideais hegemônicas" dentro da cultura popular americana.

## Apresentações ao vivo

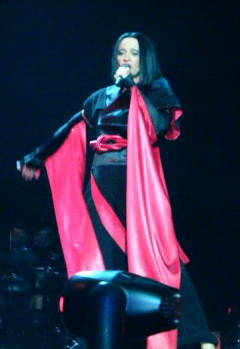
Madonna apresentando "Frozen" durante o segmento Geisha da turnê Drowned World Tour (2001)

Antes do lançamento de Ray of Light, Madonna apareceu em vários programas de televisão e eventos para promover a música. A primeira apresentação ocorreu em 21 de fevereiro de 1998, durante o programa The National Lottery Show da BBC One. Três dias depois, ela cantou a música na 48ª edição do Festival de Música de Sanremo, na Itália, onde estava usando um vestido preto, tatuagens de hena e cabelos com cachos louro-acinzentados. Carol Clerk disse que essa imagem "glamourosa" representava seu estilo "mais abertamente gótico até hoje". Nos dias 27 e 28 desse mês apareceu nos programa de televisão Les Années tubes da França e Wetten, dass..? da Alemanha, respectivamente. Após o lançamento do disco, o canal espanhol Telecinco exibiu o Especial Madonna no dia 6 de março, onde a cantora deu uma entrevista à apresentadora Belinda Washington e posteriormente interpretou a faixa. Poucos dias depois, esteve novamente presente no programa The Rosie O'Donnell Show em Nova Iorque, onde além de canta-la deu uma entrevista e ensinou a apresentadora alguns conceitos básicos de ioga. Em 27 de abril, fez uma aparição não anunciada no show beneficente Rock for the Rainforest, realizado no Carnegie Hall em Nova Iorque; Ela se apresentou com um vestido da marca Versace. Jon Pareles, do The New York Times, destacou os acordes "tristes" e as letras "quase árabes" da canção, observando que, durante a apresentação, "Madonna tornou-se o equivalente americano a Björk". Perto do final do evento, ela colocou um chapéu de cowboy e se juntou a vários artistas para cantar "With a Little Help from My Friends" (1967) e "Twist and Shout" (1961) dos Beatles.
"Frozen" fez parte do repertório de quatro turnês mundiais de Madonna: Drowned World (2001), Re-Invention (2004), Sticky & Sweet (2009) e Madame X Tour (2019-2020). Na primeira, foi parte do segundo segmento do espetáculo, intitulado Geisha Girl, com temática japonesa. Após o interlúdio do vídeo de "Paradise (Not For Me)" (2000), Madonna aparecia no palco representando uma figura kabuki, com uma peruca preta curta e um quimono de mesma cor — desenhados por Jean-Paul Gaultier — com uma manga vermelha de quinze metros de comprimento — vinte e seis de cada lado. Conforme a música progredia, ela  lentamente soltava as mangas e executava movimentos sincronizados de caratê com seus dançarinos por todo o palco, enquanto outro dançarino personificado de samurai surgia no meio da apresentação em uma plataforma elevada acima da cantora. Enquanto isso, os telões de fundo mostravam árvores em chamas contra nuvens avermelhadas. Alex Magno, coreógrafo da turnê, confirmou que a preparação de toda a apresentação demorou apenas dois dias. Nas críticas, Ethan Brown, da revista New York, considerou-o como um dos "poucos momentos visualmente impressionantes" do show. De maneira semelhante, Janet Cienfuegos, da publicação El Diario de Hoy, destacou as "belas coreografias" que "não deixam seus olhos desviarem do palco". John McAlley, de Entertainment Weekly, observou que em números como "Frozen", a artista "reinventa de forma impressionante seu material mais emocionalmente problemático e vulnerável". A apresentação foi registrada e inclusa no VHS/DVD Drowned World Tour 2001 de 2001, filmado em 26 de agosto no Palácio de Auburn Hills, em Míchigan.

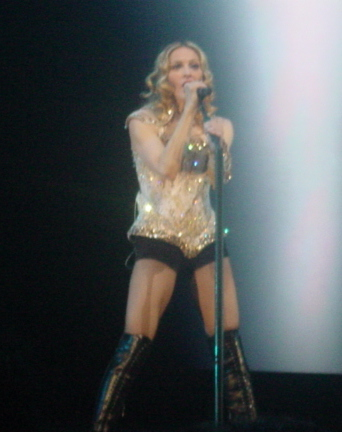
Madonna cantando "Frozen" durante um dos shows da turnê Re-Invention World Tour (2004)

Na turnê Re-Invention de 2004, "Frozen" foi a terceira música do show e a última do ato de abertura, intitulado Barroco-Maria Antonieta. Precedida por "Nobody Knows Me" de seu nono álbum de estúdio, American Life (2003), ela cantou "Frozen" sozinha no meio do palco, vestindo uma roupa inspirada no século XIX, desenhada por Christian Lacroix, composta por shorts, botas pretas e um espartilho de cetim pintado com folha de ouro e realçado com bordados. O palco estava cercado por gelo seco, ao mesmo tempo, os telões ao fundo mostravam um casal andrógino quase nu com seus corpos entrelaçados e lutando embaixo d'água. Para o periódico San Francisco Chronicle, Neva Chonin aprovou a apresentação como uma das melhores do concerto porque Madonna "ignorou a teatralidade". Da mesma forma, Joan Anderman do Boston Globe escreveu: "Alguns anos atrás, a ideia de [ter] Madonna sozinha na frente de um microfone cantando "Frozen" teria sido duvidosa, [mas] na noite passada ela comandou seu show e sua música com igual clareza." Em contraste, Elizabeth Chorney-Booth da publicação Chart Attack, sentiu que "Ray of Light teria sido uma opção melhor", enquanto Sal Cinquemani da Slant concluiu que ela "nunca" deveria se apresentar assim. Uma foto dessa apresentação foi usada para a capa do álbum ao vivo I'm Going to Tell You a Secret (2006).
Em 2009, ela cantou um remix música house e dance de "Frozen" nos shows da segunda etapa da digressão Sticky & Sweet, que substituiu a versão rock de "Hung Up" (2005). Foi apresentado no último segmento da turnê, antes de "Ray of Light" e depois de "Like a Prayer" (1989), e incluiu samples de "I'm Not Alone" (2009) do DJ escocês Calvin Harris e "Open Your Heart" (1986), da própria Madonna. Em sua resenha do concerto realizado em Barcelona, Jordi Bianciotto do jornal Córdoba, opinou que este remix carecia da "majestade [do] original". Os telões exibiam cenas inéditas do vídeo dirigido por Cunningham. Apesar de não estar no repertório principal, a artista apresentou a versão acústica nos shows de Detroit e San José durante a Rebel Heart Tour (2015-2016).
Na turnê Madame X (2019-20), Madonna apresentou a música sozinha no palco, iluminada por uma única luz branca atrás de um telão, onde um vídeo em preto e branco ― dirigido pela dupla Luigi & Iango ― de sua filha Lourdes realizando uma "dança interpretativa" com a palavra "mamãe" tatuada nos nós dos dedos. O coreógrafo Damien Jalet planejou o número como um pas de deux entre Madonna e sua filha; Ele explicou: "Ao longo da música, Lola evolui de uma postura estática e fechada para movimentos livres em torno da mãe [...] As duas, de certa forma, são como um espelho uma da outra". Jalet destacou que a coreografia era uma homenagem a uma das "mães artísticas" da cantora, a dançarina Martha Graham. A performance recebeu críticas positivas: Kelli Skye Fadroski, do diário Los Angeles Daily News, afirmou que às vezes Madonna e as imagens de sua filha "foram docemente trocadas", enquanto para Ilana Kaplan, da revista Variety, foi "sem dúvida o momento mais surpreendente da noite". Rob Sheffield, da Rolling Stone, chamou-o de "momento maravilhosamente simples", que mostrava que "apesar de seu amor por excessos teatrais, ela é uma cantora antes de mais nada".

## Versões e uso na mídia
Uma das primeiras versões covers de "Frozen" foi gravada por Jeff Scott Soto com sua banda Talisman em dezembro de 1998 para seu quinto álbum de estúdio, Truth. Um crítico do portal Melodic Rock considerou-a "excelente, com todos os vocais de apoio e teclados intactos". Outros artistas cantaram a música em álbuns de tributo, como o grupo britânico Gene Loves Jezebel, que apareceu nas coletâneas Virgin Voices: A Tribute to Madonna, Vol. 1 de 1999, A Tribute to Madonna: Virgin Voices de 2003 e Tribute to Madonna: Like a Virgin de 2005. The Material Girl: A Tribute to Madonna, colocado à venda em novembro de 2000, contou com a presença de quatorze bandas de música alternativa e independente, incluindo a versão de More Beer para "Frozen"; Al Campbell, do Allmusic, comentou que essa era uma das "mais atraentes" versões do material. Em 2001, o grupo polonês de metal Thy Disease gravou-o para seu primeiro álbum de estúdio, Devilsh Act of Creation, e a banda electro-industrial alemã Girls Under Glass o incluiu em seu extended play (EP), também intitulado Frozen, lançado pelo selo Van Richter Records. Em junho do ano seguinte, o trio franco-holandês Mad'House fez um cover da música para seu primeiro e único álbum, Absolutely Mad.
De acordo com Embo Blake da revista Hybrid, a banda Doom Kounty Electric Chair, de Los Angeles, fez uma versão de "rock muito escura" da música em The Immaculate Deception: A Tribute to the Music Of Madonna, de 2004. Brook Barros gravou-a para o álbum em tributo a intérprete, The Music de Madonna, lançado em outubro de 2005, e em julho de 2008, Melissa Totten, cantora e imitadora americana, realizou um cover para o álbum duplo Forever Madonna, lançado pela Rumor Records. Foi a primeira música do material e um remix intitulado "Klubkidz House Party Mix" apareceu no segundo volume. A banda de rock italiana Absinth Effect regravou "Frozen" para seu álbum de estreia em 2009, enquanto o conjunto húngaro-sérvio Nevergreen gravou-a para seu material Új Birodalom. No ano seguinte, o grupo alemão Gregorian interpretou o tema para seu disco Dark Side of the Chant e apareceu como faixa de fundo no episódio "O Poder de Madonna" , da primeira temporada da série de televisão americana Glee.
Em maio de 2013, Olympe, um dos concorrentes da segunda temporada do programa de talentos francês The Voice, cantou "Frozen" durante a apresentação. Ele apareceu sentado em um trono de gelo, em frente a um aquário de parede; Olympe recebeu elogios de seu técnica Jenifer e permitiu-lhe chegar à semifinal do programa. Jérôme Vermelin do portal Metronews disse: "Sem piano, mas em um palco espetacular, o jovem cantor vai do baixo ao agudo com uma facilidade desconcertante. E esse estilo? A mistura de grandeza e pura sinceridade? Embora a fórmula possa parecer repetitiva, é difícil não ser cativada". Em maio de 2014, Tori Amos apresentou uma versão "evocativa" de "Frozen" no Concertgebouw de Amsterdã, Países Baixos, como parte da turnê promocional de seu álbum Unrepentant Geraldines. Em dezembro de 2016, Labrinth apresentou, acompanhada por um coro masculino e feminino do Harlem, um mashup de "Frozen" e "Like a Prayer" na cerimônia do Prêmio Billboard Mulher na Música, onde Madonna foi condecorada com o troféu de Mulher do Ano. Em 2019, foi usado no primeiro episódio da segunda temporada da série do Netflix, She's Gotta Have It.

## Processo por plágio

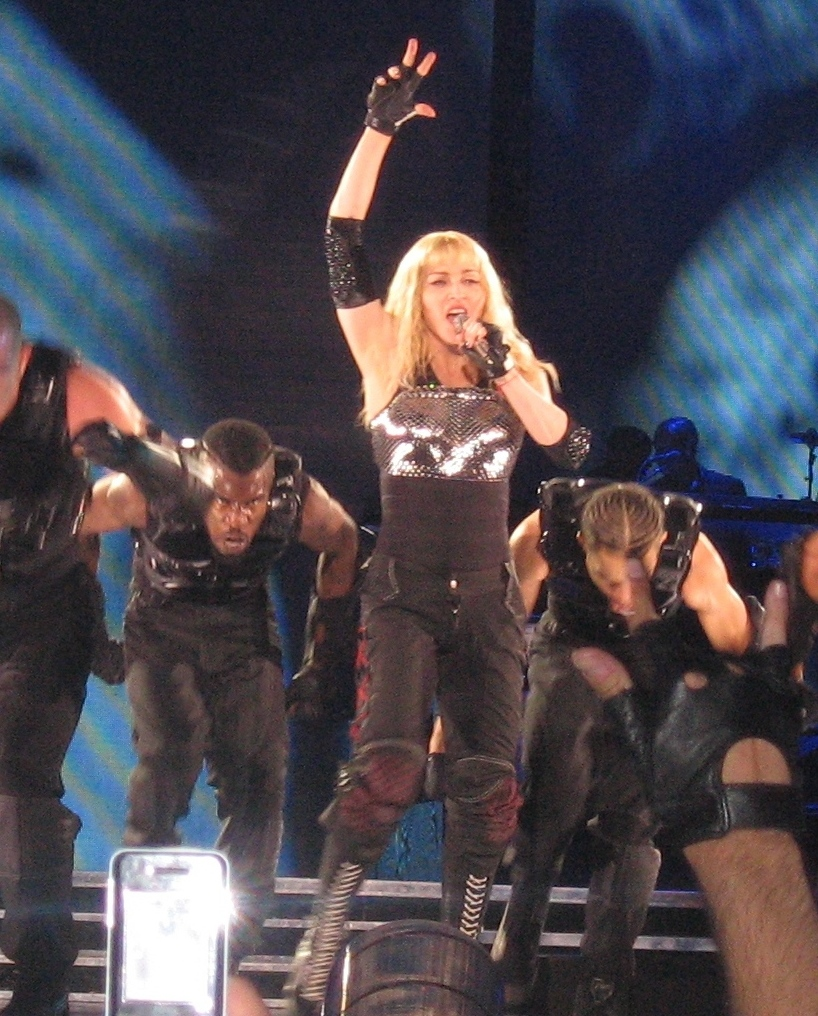
Madonna cantando um remix de "Frozen" na Sticky & Sweet Tour (2009). Quando a turnê foi apresentada na cidade belga de Werchter, ela cantou a música, embora ainda estivesse proibida no país após o julgamento ocorrido em novembro de 2005.

Em novembro de 2005, um juiz belga em Mons determinou que o tema de abertura de quatro compassos para de "Ma Vie Fout Le Camp", composta por Salvatore Acquaviva, foram copiados e usados cinco vezes em "Frozen". O músico disse ao tribunal que a cantora tinha ouvido "Ma Vie Fout Le Camp" no final dos anos 1970 durante uma viagem ao Mouscron, onde foi contratada para ser dançarina em uma turnê com o músico francês Patrick Hernandez, cujos discos foram produzidos no Mouscron. A defesa considerou "infundadas" as provas apresentadas por Acquaviva e garantiu que nunca esteve em Mouscron, para além de requerer uma indemnização de 25 mil euros por "processo humilhante e imprudente". No entanto, o juiz, que reconheceu o caráter "original" da faixa de Acquaviva, concluiu que haviam semelhanças entre as duas obras e que não eram fruto do acaso, mas sim "voluntárias". Assim, ele ordenou a retirada da vendas de todos os discos restantes do single, bem como do álbum Ray of Light, e proibiu a sua transmissão na televisão e nas rádios belgas. Além disso, solicitou à Warner Music, EMI e Sony que acatassem a decisão e enviassem a cópia do processo por carta rogatória a diversos distribuidores e meios de comunicação do país no prazo de quinze dias, sob pena de multa de 100,000 euros em caso de descumprimento da ordem judicial. O advogado de Acquaviva, Victor-Vincent Dehin, disse que eles tentaram chegar a um acordo "amigável", mas prosseguiram com o processo após não obter resposta das empresas ou de Madonna na época. Ele também declarou que o processo era apenas o "primeiro passo" e a próxima discussão seria sobre os ganhos de direitos autorais que Madonna obteve e negociar um acordo de compensação, embora tenha indicado que estava disposto a voltar ao tribunal se as empresas rejeitassem seu afirmação. Nenhum dano foi estabelecido.
Quando a compilação Celebration foi lançada em setembro de 2009, "Frozen" não foi incluído nas edições belgas. No entanto, dois meses antes, Madonna havia cantado a música em Werchter durante a Sticky & Sweet Tour; Embora o show pudesse legalmente parar assim que a música começasse, Acquaviva afirmou que não faria nada: "Se os fãs gostam de escuta-la, não vou impedi-la. Só seria bom se eu conseguisse algum dinheiro com isso". Em dezembro de 2013, o tribunal de recurso de Mons reabriu o caso depois que a equipe da cantora interpôs recurso contra a sentença, alegando que o pedido do compositor para proibir a música no país era infundado e o fato de que se ele ouviu "Ma Vie Fout Le Camp" no Mouscron não foi baseado em nenhuma evidência séria. Finalmente, em fevereiro de 2014, o tribunal de apelação de Mons anulou o veredicto sobre o caso e proclamou que Madonna não havia plagiado o trabalho de Acquaviva. O tribunal falou de uma "nova ofensa capital" no processo: o compositor Edouard Scotto Di Suoccio e as sociedades Paris Tabata Atoll Music and Music também entraram com uma queixa de plágio em Paris. Segundo eles, tanto "Ma Vie Fout Le Camp" quanto "Frozen" originaram-se de "Blood Night", que ele compôs em 1983. Depois que as três faixas no caso foram comparadas, a decisão final foi que elas não eram "originais" o suficiente para alegar "que qualquer plágio havia ocorrido, encerrando a proibição de oito anos da Bélgica em vigor desde 2005.

## Lista de faixas e formatos
"Frozen" chegou ao mercado em quatro formatos físicos: single em CD, cassete e vinil de sete e doze polegadas; "Shanti/Ashtangi", também de Ray of Light, foi adicionado como lado B na maioria das edições. O CD foi lançado na Austrália e Europa nos dias 14 de fevereiro, enquanto nos Estados Unidos debutou na data 3 de março — a mesma de Ray of Light— Para acompanhar o lançamento, foram criados remixes produzidos por Orbit, o DJ Victor Calderone e a banda inglesa Stereo MCs, que estavam no maxi single e vinil de 12", disponíveis desde 24 de fevereiro na Austrália e Europa e em 17 de março nos Estados Unidos. Jose F. Promis da Allmusic comentou que a versão "magistral, hipnótica" de Stereo MCs se move lentamente de uma forma "quase trance", cujo resultado é "tão bom ou melhor que o original". No caso do "Extended Club Mix" de Calderone, ele notou que transforma a melodia suave do original em uma música "dance" frenética e majestosa" de onze minutos, e considerou o "Meltdown Mix" de Orbit "vertiginoso, mais fantasioso e mais descontraído". O autor chamou os remixes de "excelentes", acrescentando que cada um "funciona bem" com a performance de Madonna. De sua parte, Larry Flick da Billboard opinou que embora os produtores tivessem feito um bom trabalho em transformar a melodia em um "hino acelerado", nenhuma das versões poderiam "ultrapassar" a principal. Anos depois, "Frozen" foi destaque em dois álbuns de maiores sucessos da artista, GHV2 e Celebration (2009).
| Vinil de 7 polegadas e CD estadunidense; CD japonês 1. "Frozen" (LP version) – 6:10 2. "Shanti/Ashtangi" (LP version) – 4:29 Vinil europeu de doze polegadas 1. "Frozen" (Extended Club Mix) – 11:17 2. "Frozen" (Stereo MCs Remix) – 5:45 3. "Frozen" (Meltdown Mix) – 8:10 Vinil 12 polegadas e CD maxi-single estadunidense 1. "Frozen" (LP version) – 6:10 2. "Frozen" (Stereo MC's Remix) – 5:49 3. "Frozen" (extended club mix) – 11:21 4. "Frozen" (Meltdown Mix) – 8:13 Maxi single australiano / europeu / japonês / britânico 1. "Frozen" – 6:11 2. "Frozen" (Stereo MCs Remix) – 5:45 3. "Frozen" (Meltdown Mix) – 8:10 4. "Frozen" (Extended Club Mix) – 11:17 5. "Frozen" (Widescreen Mix) – 6:33 | Single digital 1. "Frozen" (LP version) – 6:10 2. "Frozen" (Stereo MC's Remix) – 5:49 3. "Frozen" (extended club mix) – 11:21 4. "Frozen" (Meltdown Mix – long version) – 8:13 5. "Frozen" (Widescreen Mix) – 6:36 6. "Frozen" (edit) – 5:08 7. "Frozen" (Stereo MC's Remix edit) – 4:53 8. "Frozen" (extended club mix edit) – 4:37 9. "Frozen" (William Orbit Drumapella) – 5:15 10. "Frozen" (Victor Calderone Drumapella) – 5:10 Single digital – Sickick remix 1. "Frozen" (Sickick remix) – 2:00 Single digital – Sickick & Fireboy DML remix 1. "Frozen" (Sickick & Fireboy DML remix) – 2:13 Single digital – Sickick & 070 Shake remix 1. "Frozen" (Sickick & 070 Shake remix) – 2:19 Single digital – "Frozen on Fire" 1. "Frozen on Fire" – 3:12 |

## Créditos e equipe
Créditos e pessoal adaptados das notas da capa do álbum Ray of Light.

### Gravação e publicação
- Gravada nos estúdios Larrabee North, Universal City, Califórnia.
- Masterizada no Sterling Sound Studios, Nova Iorque.

### Equipe
- Madonna: vocais, composição, produção
- Patrick Leonard: composição, produção, arranjos adicionais
- William Orbit: produção
- Marius de Vries: teclado e programação adicional
- Craig Armstrong: arranjo de cordas
- Pat McCarthy: engenharia
- David Reitzas: engenharia
- Jon Englesby: engenharia
- Mark Endard: engenharia
- Matt Silva: engenharia
- Ted Jensen: masterização
- Mario Testino: fotografia
- Kevin Reagan: design, direção artística

## Desempenho nas paradas musicais
| Tabela musical (1998)               | Melhor posição |
| ----------------------------------- | -------------- |
| Alemanha (GfK Entertainment Charts) | 2              |
| Austrália (ARIA Charts)             | 5              |
| Áustria (Ö3 Austria Top 40)         | 2              |
| Bélgica (Ultratop 50 de Flandres)   | 3              |
| Bélgica (Ultratop 40 de Valônia)    | 2              |
| Canadá (RPM Adult Contemporary)     | 3              |
| Canadá (RPM Dance/Urban)            | 17             |
| Canadá (RPM Single Chart)           | 2              |
| Costa Rica (El Siglo de Torreón)    | 1              |
| Dinamarca (Hitlisten)               | 2              |
| Escócia (OCC)                       | 2              |
| Espanha (PROMUSICAE)                | 1              |
| Estados Unidos (Adult Contemporary) | 8              |
| Estados Unidos (Adult Pop Songs)    | 9              |
| Estados Unidos (Adult Top 40)       | 9              |
| Estados Unidos (Billboard 100)      | 2              |
| Estados Unidos (Dance Club Songs)   | 1              |
| Estados Unidos (Hot 100 Airplay)    | 7              |
| Estados Unidos (Pop Songs)          | 4              |
| Estados Unidos (Rhythmic Songs)     | 15             |
| Europa (European Hot 100 Singles)   | 1              |
| Finlândia (IFPI Finlândia)          | 1              |
| França (SNEP)                       | 2              |
| Grécia (IFPI Grécia)                | 1              |
| Honduras (El Siglo de Torreón)      | 1              |
| Hungria (MAHASZ)                    | 1              |
| Irlanda (IRMA)                      | 4              |
| Islândia (Íslenski Listinn Topp 40) | 11             |
| Itália (Musica e dischi)            | 1              |
| Noruega (VG-lista)                  | 2              |
| Nova Zelândia (Recorded Music NZ)   | 5              |
| Países Baixos (Dutch Top 40)        | 2              |
| Países Baixos (Single Top 100)      | 2              |
| Polônia (ZPAV)                      | 1              |
| Reino Unido (UK Singles Chart)      | 1              |
| Reino Unido (UK Dance Chart)        | 3              |
| Suécia (Sverigetopplistan)          | 2              |
| Suíça (Schweizer Hitparade)         | 2              |

| Tabela musical (1998)               | Posição |
| ----------------------------------- | ------- |
| Alemanha (GfK Entertainment Charts) | 17      |
| Austrália (ARIA Charts)             | 44      |
| Áustria (Ö3 Austria Top 40)         | 15      |
| Bélgica (Ultratop 40 de Flandres)   | 18      |
| Bélgica (Ultratop 50 de Valónia)    | 15      |
| Canadá (RPM)                        | 15      |
| Estados Unidos (Billboard Hot 100)  | 32      |
| Estados Unidos (Dance Club Songs)   | 5       |
| Estados Unidos (Hot Singles Sales)  | 48      |
| Estados Unidos (Pop Songs)          | 37      |
| Europa (Hot 100 Singles)            | 5       |
| França (SNEP)                       | 15      |
| Itália (FIMI)                       | 7       |
| Países Baixos (Dutch Top 40)        | 14      |
| Reino Unido (UK Singles Chart)      | 22      |
| Suécia (Sverigetopplistan)          | 26      |
| Suíça (Schweizer Hitparade)         | 6       |

| Região                                                                                                  | Certificação | Vendas   |
| --- | ------------ | -------- |
| Alemanha (BVMI)                                                                                         | Platina      | 500,000^ |
| Austrália (ARIA)                                                                                        | Ouro         | 35,000^  |
| Áustria (IFPI Áustria)                                                                                  | Platina      | 50,000*  |
| Bélgica (BEA)                                                                                           | Platina      | 50,000*  |
| Estados Unidos (RIAA)                                                                                   | Ouro         | 600,000  |
| França (SNEP)                                                                                           | Ouro         | 250,000* |
| Noruega (IFPI Noruega)                                                                                  | Platina      | 10,000*  |
| Países Baixos (NVPI)                                                                                    | Ouro         | 50,000^  |
| Reino Unido (BPI)                                                                                       | Platina      | 627,000  |
| Suécia (GLF)                                                                                            | Ouro         | 25,000^  |
| Suíça (IFPI Suíça)                                                                                      | Ouro         | 25,000^  |
| *números de vendas baseados somente na certificação ^números de vendas baseados somente na certificação |              |          |